# North Lewisburg (Ohio)
North Lewisburg es una villa ubicada en el condado de Champaign en el estado estadounidense de Ohio. En el Censo de 2010 tenía una población de 1490 habitantes y una densidad poblacional de 499,82 personas por km².

## Geografía
North Lewisburg se encuentra ubicada en las coordenadas 40°13′14″N 83°33′30″O / 40.22056, -83.55833. Según la Oficina del Censo de los Estados Unidos, North Lewisburg tiene una superficie total de 2.98 km², de la cual 2.98 km² corresponden a tierra firme y (0%) 0 km² es agua.

## Demografía
Según el censo de 2010, había 1490 personas residiendo en North Lewisburg. La densidad de población era de 499,82 hab./km². De los 1490 habitantes, North Lewisburg estaba compuesto por el 95.57% blancos, el 0.4% eran afroamericanos, el 0.6% eran amerindios, el 0.47% eran asiáticos, el 0% eran isleños del Pacífico, el 0.07% eran de otras razas y el 2.89% pertenecían a dos o más razas. Del total de la población el 0.87% eran hispanos o latinos de cualquier raza.